# James Pedro, Sr.
James Pedro Sr., es un deportista estadounidense que compitió en judo.
Ganó una medalla de bronce en el Campeonato Panamericano de Judo de 1974, en la categoría de –80 kg. Es padre del también judoka Jimmy Pedro.

## Palmarés internacional
| Campeonato Panamericano | Campeonato Panamericano   | Campeonato Panamericano | Campeonato Panamericano |
| Año                     | Lugar                     | Medalla                 | Categoría               |
| ----------------------- | ------------------------- | ----------------------- | ----------------------- |
| 1974                    | Ciudad de Panamá (Panamá) | Medalla de bronce       | –80 kg                  |